# Pale Shelter
“Pale Shelter” é uma canção da banda britânica Tears for Fears.
Composta por Roland Orzabal e interpretada pelo baixista Curt Smith, é originalmente o segundo single da banda lançado no início de 1982, mas que não foi vista nas paradas de sucesso até o seu relançamento (com uma gravação um pouco diferente) no ano seguinte. Alcançou a quinta posição na parada UK Top 5 e como aconteceu com os dois singles anteriores, a canção também atingiu o Top 40 em vários países.

## Origem e produção
Juntamente com “Suffer the Children”, “Pale Shelter” foi uma das duas demos que levou o Tears for Fears até o seu primeiro contrato com a gravadora Phonogram, em 1981.  A canção ganhou vida com uma sequencia de dois acordes que Orzabal havia tocado repetidamente por semanas em seu violão acústico. O restante da canção e a letra foram escritos em uma única manhã.  A demo original da canção foi gravada no estúdio caseiro do músico Ian Stanley, em Bath, que após um encontro casual se tornou um parceiro de trabalho da banda. 
Após o lançamento de seu primeiro single “Suffer the Children”, produzido por David Lord, “Pale Shelter” foi escolhida para dar continuidade ao trabalho da banda. Numa tentativa de parecer mais comercial, e por Lord estar ocupado gravando o quarto álbum de Peter Gabriel, Mike Howlett foi incluído na produção. Divergências artísticas entre a dupla e Howlett (especialmente a respeito de seu uso excessivo de bateria eletrônica) levaram este a ser o único trabalho ao lado do Tears for Fears. Como Curt Smith notou mais tarde, “Mike era muito comercial para nós. Eu não acho que nós sentíamos que estávamos aprendendo algo e nós não somos bons em sermos puxados para uma direção que não queremos ir.” 
A canção foi regravada por Chris Hughes e Ross Cullum para o primeiro álbum da banda de 1983, The Hurting. Apesar de ambas das gravações da canção iniciarem com um sample tocado no sentido inverso, na original há um verso extra falado por Orzabal, enquanto na versão reduzida do álbum há um breve solo de piano.

### Significado
"É uma espécie de música de amor, embora mais se referindo aos pais do que a uma garota." — Roland Orzabal
O título da canção é uma referência à “Pale Shelter Scene”, um desenho de 1941 do escultor britânico Henry Moore.

## Lançamento e Relançamento
“Pale Shelter” foi inicialmente lançado em 1982 no Reino Unido como um único single em ambos dos formatos, 7’’ e 12’’. A versão de 7’’ contava com a gravação original da canção, enquanto o LP de 12’’ contava com uma versão estendida. Ambos dos formatos contavam com o lado b “The Prisoner”, uma peça barulhenta e eletrônica inspirada na canção “Intruder” de Peter Gabriel, que exibiu as primeiras experiências  da banda com samples e sintetizadores. Como “Pale Shelter”, essa canção também foi regravada para inclusão no álbum The Hurting. Apesar do single ter agradado algumas discotecas nos Estados Unidos, ele acabou por ser um fracasso nas paradas britânicas. 
Em 1983, após o sucesso dos singles “Mad World” e “Change”, uma nova versão regravada de “Pale Shelter” deu uma segunda chance para o single, lançado no Reino Unido e Europa em 7’’ e 12’’. A versão de 7’’ contava com uma edição levemente editada da versão reduzida do álbum, enquanto o LP de 12’’ contava com uma nova versão estendida. Para impulsionar a ascensão da canção nas paradas, a gravadora Mercury investiu em discos coloridos de vinil que eram populares nos anos 1970 e início dos anos 1980. Ao todo, onze variações diferentes do single relançado estavam disponíveis para compra. Todos os formatos do relançamento contavam com o lado b “We Are Broken”, uma versão anterior da canção “Broken” que mais tarde apareceria no segundo álbum do Tears for Fears, Songs From the Big Chair. Aliada à uma agressiva divulgação e concertos britânicos da banda (em muitos dos quais a música foi tocada duas vezes), “Pale Shelter” finalmente se tornou um sucesso nas paradas musicais, atingindo o 5º lugar no Reino Unido. 
Em 1985, seguindo o enorme sucesso de Songs From the Big Chair, Mercury relançou a versão original de “Pale Shelter” produzida por Howlett como um single completo e com uma nova variação da imagem da luva original. Contando com os mesmos formatos e lista de músicas do lançamento original de 1982, o single atingiu modesto sucesso, entrando para o UK Top 75.
Embora “Pale Shelter” não tenha sido lançado comercialmente nos Estados Unidos, foi lançado no Canadá no início de 1983 para promover o álbum The Hurting, mas de forma diferente. Ao invés de utilizar a gravação de Hughes/Cullum encontrada no álbum, a gravadora lançou uma única edição estendida da original produzida por Mike Howlett, que se tornou Top 20 no país.

## Videoclipe
O videoclipe promocional de “Pale Shelter” foi dirigido por Steve Barron no início de 1983 em Los Angeles, Califórnia.  O video, que conta com um número bizarro de justaposições (incluindo um policial direcionando o tráfico e um jacaré vivo numa piscina), é notável por uma cena em que Orzabal e Smith caminham entre muitos aviões de papel voando, e um deles acerta Orzabal bem no seu olho. O vídeo foi incluído em várias coletâneas de vídeo do Tears for Fears, incluindo o The Videosingles de 1983 e o Tears Roll Down (Greatest Hits 82-92) de 1992.

## Lista de músicas
| 7": Mercury / IDEA2 (Reino Unido) 1. "Pale Shelter (You Don't Give Me Love)" (3:55) 2. "The Prisoner" (2:40) 12": Mercury / IDEA212 (Reino Unido) 1. "Pale Shelter (You Don't Give Me Love) [Extended]" (6:25) 2. "Pale Shelter (You Don't Give Me Love)" (3:55) 3. "The Prisoner" (2:40) 7": Mercury / IDEA5 (Reino Unido, Irlanda)/ 812 108-7 (Austrália, Europa) 1. "Pale Shelter [Album Version]" (4:08) 2. "We Are Broken" (4:03) 12": Mercury / IDEA512 (Reino Unido) / 812 108-1 (Europa) 1. "Pale Shelter [New Extended Version]" (6:41) 2. "Pale Shelter [Album Version]" (4:14) 3. "We Are Broken" (4:03) | 7": Vertigo / SOV 2328 (Canadá) 1. "Pale Shelter [Canadian Single Version]" (3:57) 2. "We Are Broken" (4:03) 2x7": Vertigo / SOVD 2328 (Canadá) 1. "Pale Shelter [Canadian Single Version]" (3:57) 2. "We Are Broken" (4:03) 3. "Mad World [World Remix]" (3:30) 4. "Ideas As Opiates [Original Version]" (3:54) 12": Vertigo / SOVX 2328 (Canadá) 1. "Pale Shelter (You Don't Give Me Love) [Extended]" (6:25) 2. "We Are Broken" (4:03) |

## Desempenho nas tabelas musicais
| Parada musical (1982) | Posição alcançada |
| --------------------- | ----------------- |
| UK Singles Chart      | 193               |

| Parada musical (1983)             | Posição alcançada |
| --------------------------------- | ----------------- |
| Canadá (CHUM)                     | 16                |
| Canadá Top Singles (RPM)          | 12                |
| Alemanha (Official German Charts) | 25                |
| Irlanda (IRMA)                    | 5                 |
| Polônia (LP3)                     | 16                |
| UK Singles Chart                  | 5                 |

| Parada musical (1985) | Posição alcançada |
| --------------------- | ----------------- |
| UK Singles Chart      | 73                |

## Outras aparições
Curt Smith incluiu uma reformulação da canção em seu EP solo Aeroplane (2000).
A canção foi usada também no jogo Grand Theft Auto: Vice City e Sleeping Dogs.